# Афари
Афари (афар. Qafár), или Данакили, кушитски су народ који према процјенама броји преко 1,5 милиона. Афари претежно живе у Данакилској пустињи у Етиопској регији Афар те у Еритреји и Џибутију, гдје чине око 35% становништва. Традиционално су номадски сточари па их се може пронаћи и у другим државама. Говоре афарски језик.

## Историја
Преци данашњих Афара су се населили на плодном земљишту етиопске висоравни нешто прије 1000. године и углавном бавили сточарством. Након тога су почели постепену трансформацију према номадском стилу живота те се преселили у данашњу домовину. Од тог времена су упетљани у низ сукоба са сусједним племенима и народима.
Године 1975. Афарски ослободилачки фронт у Етиопији је под вођством бившег афарског султана отпочео неуспјешну побуну против етиопске власти. Дерг режим је након тога установио Аутономнну регију Асаб (која се данас зове Асеб и налази се Еритреји), иако су се мањи сукоби настављали до 1990. године. Слични, али нешто мање насилни покрети постојали су и у Џибутију.

## Религија
Афари су конвертовали у ислам у 10. вијеку након контакта са Арапима. Врста ислама који исповиједају је синкретичка, али њихова религија укључује многе елементе старијих вјеровања.

## Обичаји
Номадски Афари углавном узгајају козе, овце и краве у пустињи, гдје живе у шаторима. Организовани су у кланске породице. Класа асаимара (црвени) доминира политичким животом племена, а адоимара (бијели) је радничка класа. Сматрају да мушкарци наслијеђују снагу карактера од својих очева, али физичке карактеристике, попут висине, те нешто духовних карактеристика, од мајки.
Обрезивање се практикује међу дјечацима и дјевојчицама. И код мушкараца и код жена главни одјевни предмеет је 'санафил', прслук.

## Савремени проблеми
На територији гдје живе Афари данас постоје само двије болнице и само петина Афара има доступ правилној здравственој њези. Већином болују од потхрањености. Њихова прехрана се највећим дијелом састоји само од хљеба и млијека. Много Афара болује од анемије због лоше и неадекватне прехране.
Због сиромаштва земље на којој живе и пустињског краја (годишње падне мање од 300 mm кише, а температуре се врло ријетко спуштају испод 40°C), немају природне изворе воде па им се она довози цистернама из других подручја.